# Firmin Bernicat
Claude Firmin Bernicat (Lió, el 13 de gener de 1842 - Asnières, el 5 de març de 1883) va ser un músic i compositor francès, especialitzat en operetes.

## Obra
- 1875. Cabinet numèro six
- 1876. Le Voyage du petit marquis
- 1877. La Jeunesse de Béranger
- 1878. Le Moulin des amours
- 1878. Les Cadets de Gascogne
- 1878. Le Triomphe d'Arlequin
- 1882. Le Torchon